# Lentini

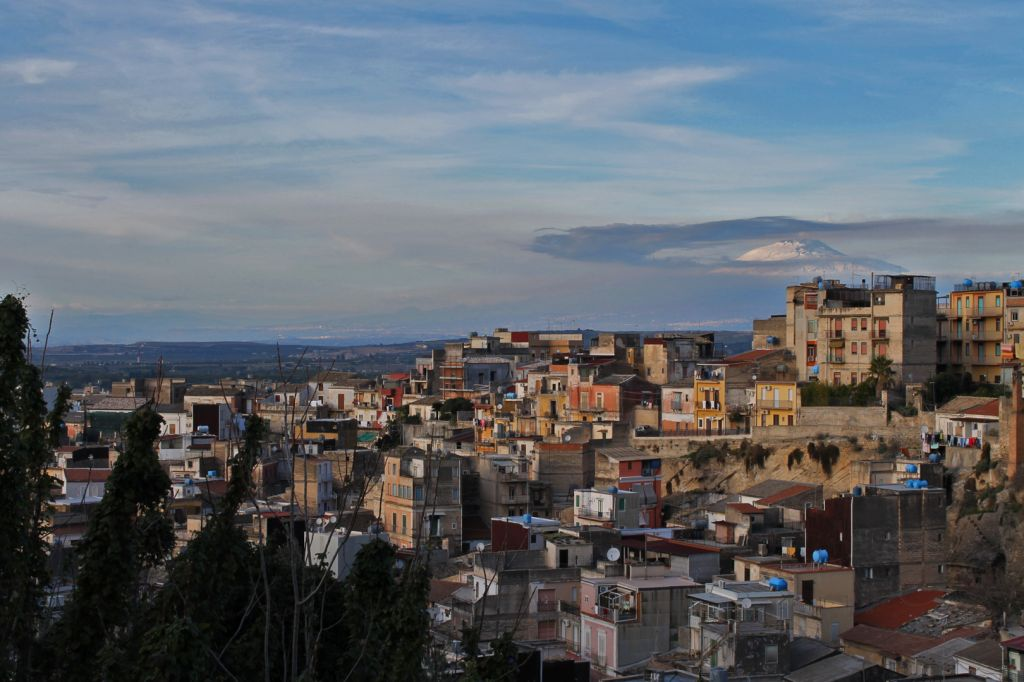
Ansicht von Lentini, im Hintergrund der Ätna

Lentini (auch Leontini, altgriechisch Λεοντῖνοι Leontinoi (m. pl.)) ist eine Stadt im Freien Gemeindekonsortium Syrakus in der Region Sizilien in Italien mit 21.450 Einwohnern (Stand 31. Dezember 2023).

## Lage und Daten
Lentini liegt 51 km nordwestlich von Syrakus. Die Einwohner arbeiten hauptsächlich in der Landwirtschaft oder in der Industrie.
Die Nachbargemeinden sind Belpasso (CT), Carlentini, Catania (CT), Francofonte, Militello in Val di Catania (CT), Palagonia (CT), Ramacca (CT) und Scordia (CT).

## Geschichte
Einer Legende nach sollen in dieser Region die menschenfressenden, riesenhaften Laistrygonen gelebt haben, die in Homers Odyssee beschrieben werden. In der Antike hieß die Stadt Leontinoi. Sie wurde 729 v. Chr. von chalkidischen Kolonisten aus dem sizilianischen Naxos nach Vertreibung dort ansässiger Sikeler gegründet.
Leontini liegt etwa zehn Kilometer vom Meer entfernt und ist damit eine der wenigen griechischen Siedlungen auf Sizilien, die nicht direkt an der Küste liegen. Der Ort wurde ursprünglich von sizilischen Bewohnern (Sikelern) gehalten. Wegen seiner beherrschenden Lage zu einer fruchtbaren Ebene im Norden eroberten ihn die Griechen. Leontini wurde 498 v. Chr. von Hippokrates von Gela unterworfen. Hieron I. von Syrakus siedelte hier 476 v. Chr. die Einwohner von Catana und Naxos an.
Später erlangte Leontinoi seine Unabhängigkeit zurück, musste aber bei seinen Bemühungen, diese zu verteidigen, immer häufiger auf die Unterstützung Athens zurückgreifen. Hauptsächlich wegen der Rede des Gorgias entschieden sich die Athener für die fehlgeschlagenen Expedition von 427 v. Chr. während des Peloponnesischen Kriegs.
422 v. Chr. unterstützte Syrakus die Oligarchen der Stadt gegen das Volk, nahm sie als Bürger auf, nachdem Leontinoi aufgegeben worden war. Dies führte zu einer erneuten athenischen Intervention, anfangs diplomatisch, dann aber, als die Verbannten aus Leontinoi sich mit den Gesandten von Segesta zusammentaten, zur großen Sizilienexpedition von 415 v. Chr.
Nach deren Fehlschlag wurde Leontinoi einmal mehr Untertan von Syrakus. Seine Unabhängigkeit wurde zwar durch den Vertrag von 405 v. Chr. zwischen Dionysios I. von Syrakus und Karthago garantiert, dennoch verlor die Stadt sie bald wieder. Leontinoi wurde schließlich im Jahr 214 v. Chr. unter dem General Marcus Claudius Marcellus von den Römern erobert.
In römischer Zeit scheint Leontinoi keine bedeutende Rolle mehr gespielt zu haben. In frühchristlicher und byzantinischer Zeit war Lentini Bischofssitz, darauf geht das Titularbistum Leontium zurück. Die Stadt wurde von den Sarazenen 848 zerstört, später durch Erdbeben in den Jahren 1140, 1169 und 1542 jeweils stark beschädigt. Beim schweren Erdbeben von 1693 wurde Lentini sogar völlig zerstört. Zwar begann man die Stadt am selben Ort wieder aufzubauen, doch nahm die Einwohnerzahl in der Folgezeit deutlich ab, und Lentini zerfiel. Erst seit Anfang des 19. Jahrhunderts wächst die Stadt wieder.

## Archäologie

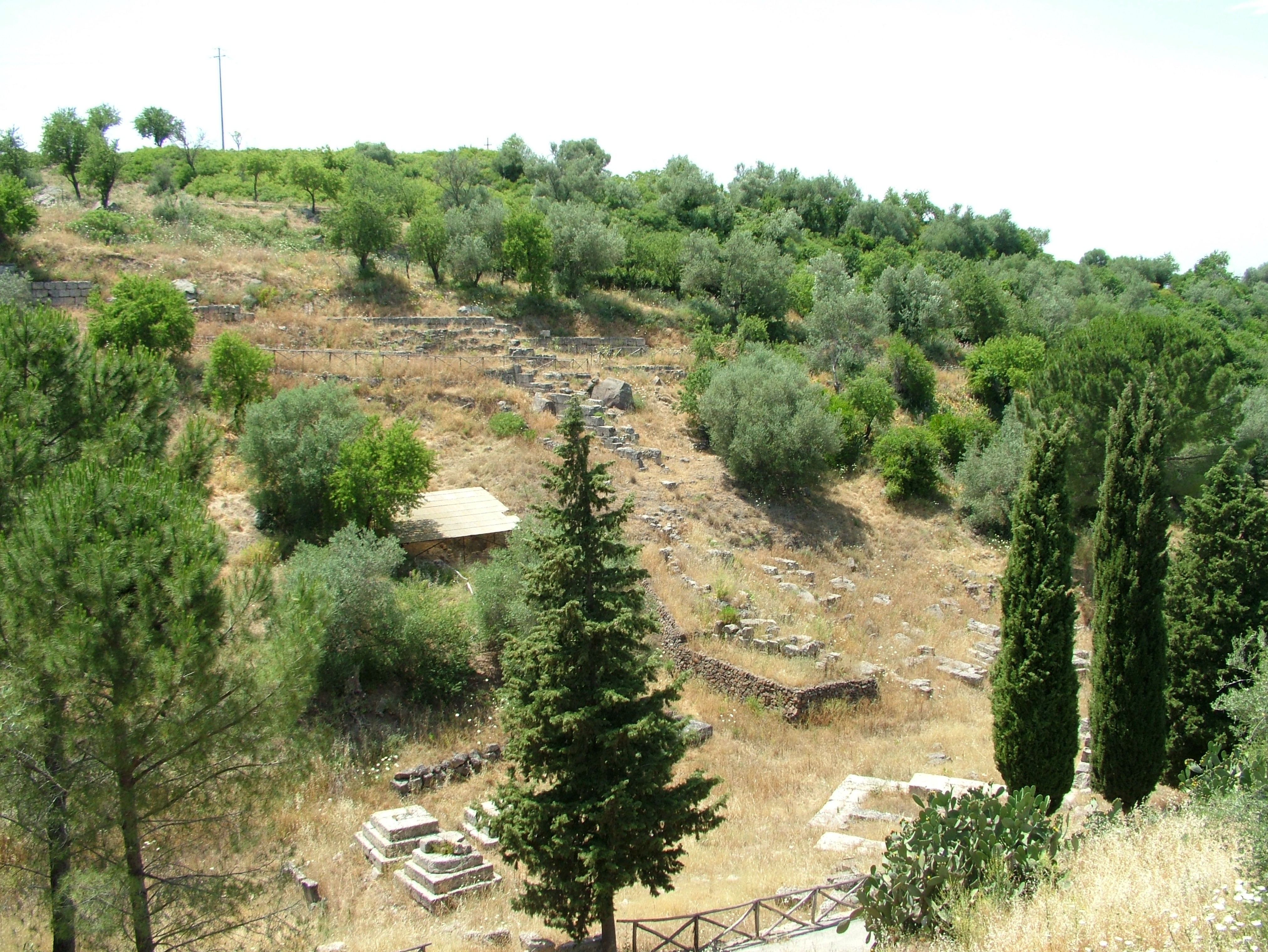
Die Ausgrabungsstätte

Polybios (vii. 6) beschreibt die antike Stadt als in einer Senke zwischen zwei Hügeln liegend, mit Blick nach Norden auf die erwähnte fruchtbare Ebene hin. Zwei Stadttore gab es, das eine Richtung Ebene, das andere im Süden Richtung Syrakus, je eine Akropolis auf beiden Seiten des Tals, und eine Bebauung bis über die flachen Hügel hinaus.
Der östliche der beiden Hügel zeigt bemerkenswerte Reste einer starken mittelalterlichen Festung, bei der einige Autoren (fälschlicherweise) griechische Maurerarbeiten erkannt haben wollen.
Ausgrabungen wurden im Jahr 1899 in sizilischen Nekropolen in einer der Schluchten gemacht. Funde aus verschiedenen griechischen Friedhöfen, vor allem einige bemerkenswerte Bronzearbeiten, werden in Berlin aufbewahrt.
Heute sind die Überreste des antiken Leontinoi, insbesondere die Stadtmauer und die Nekropole, in einer archäologischen Zone zu besichtigen. Funde sind im Museum des modernen Lentini ausgestellt.

## Sehenswürdigkeiten
- Kirche Sant’Alfio, am Ende des 17. Jahrhunderts erbaut
- Archäologisches Museum mit Funden aus der Umgebung
- Archäologische Zone mit der alten Stadtmauer und Nekropole

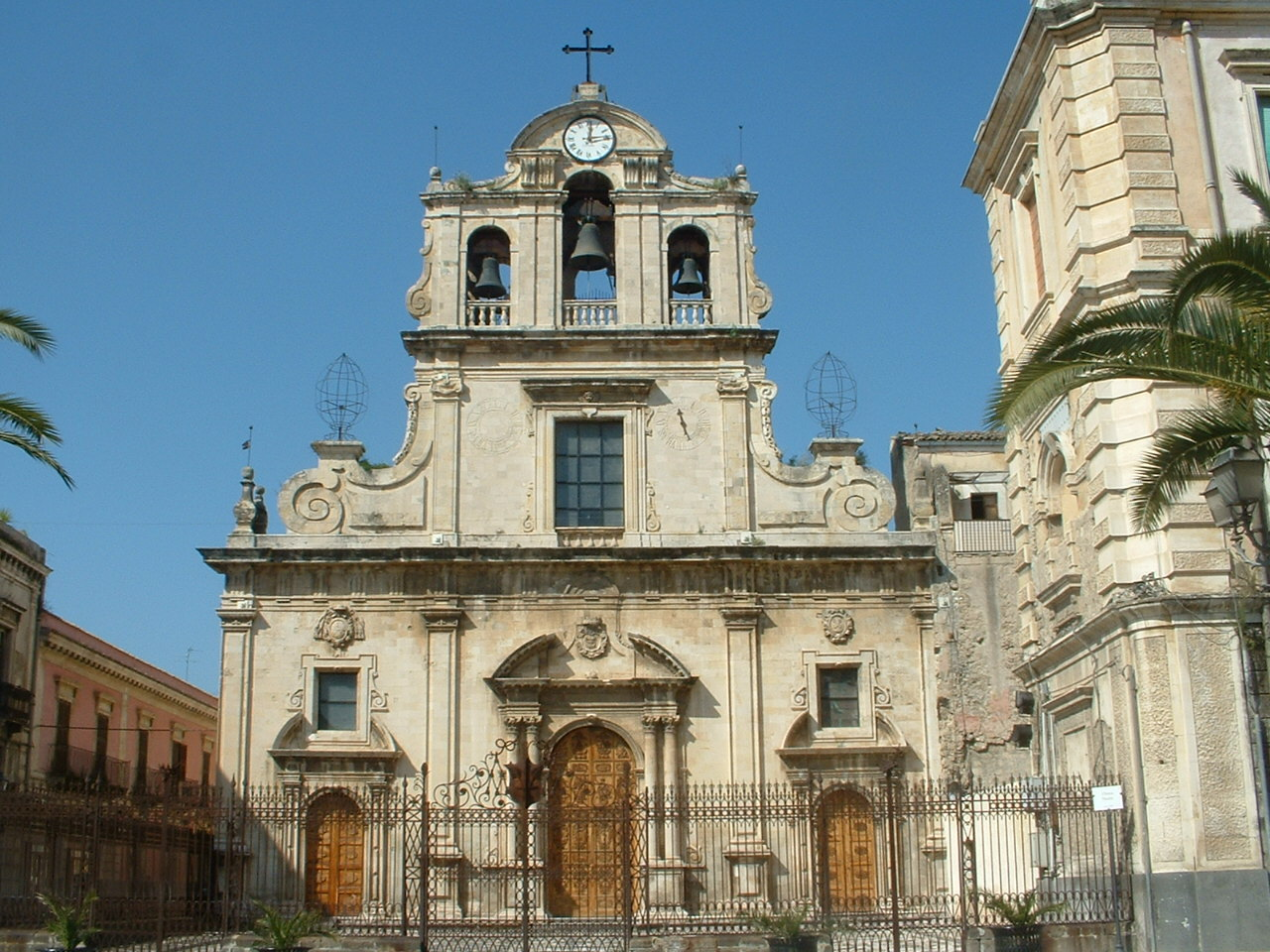
Chiesa Madre Sant’Alfio
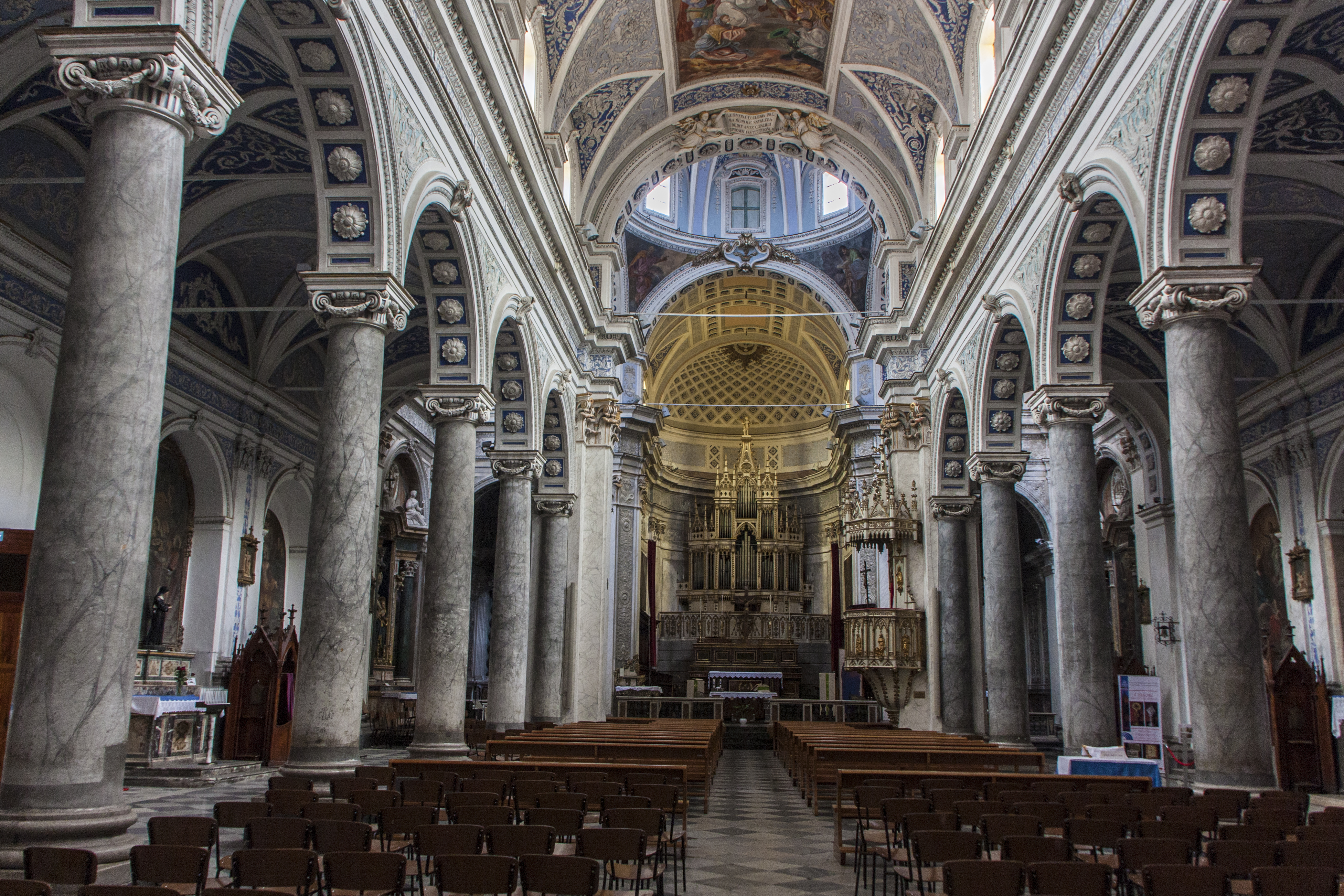
Inneres von Sant’Alfio
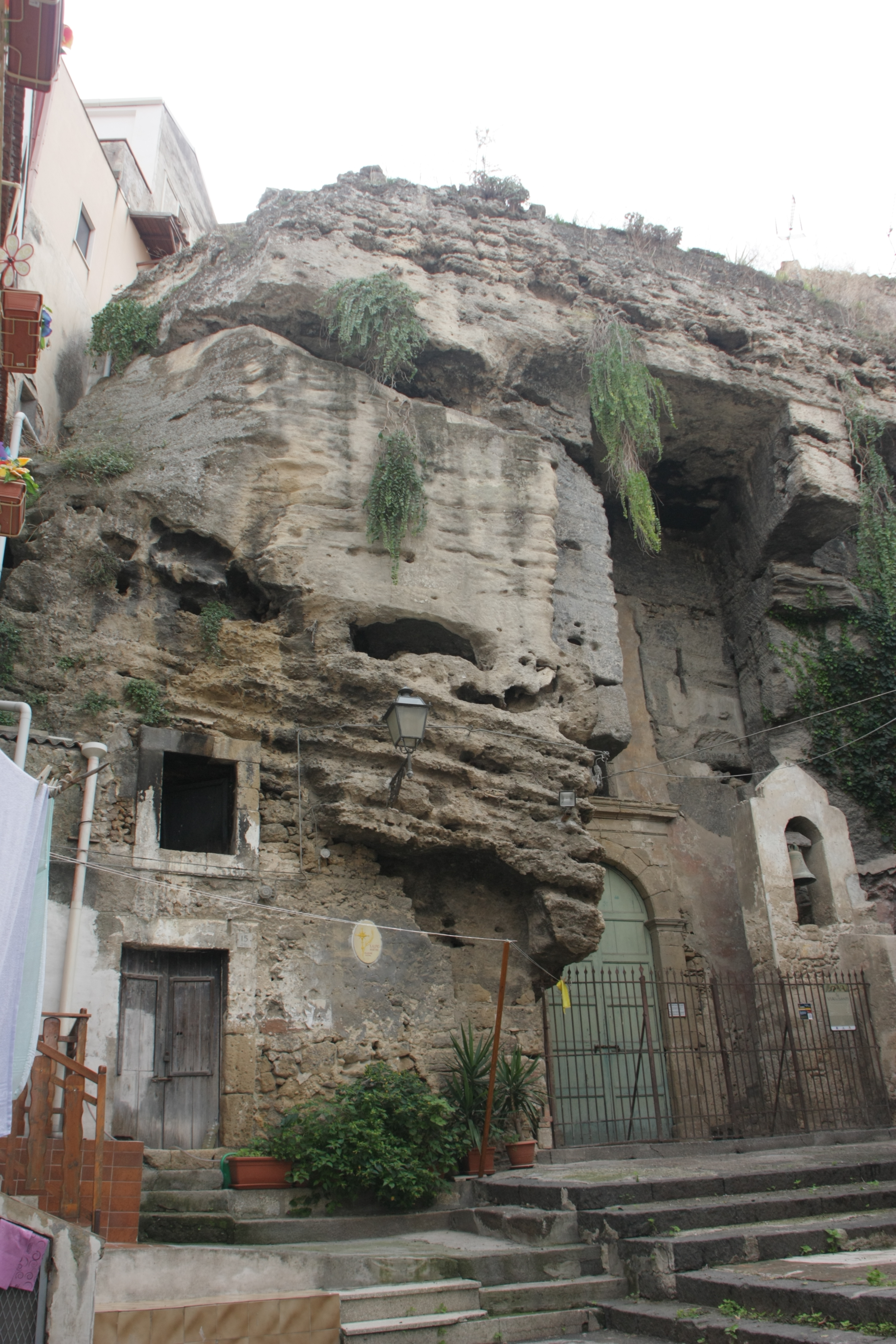
Chiesa dei Tre Santi
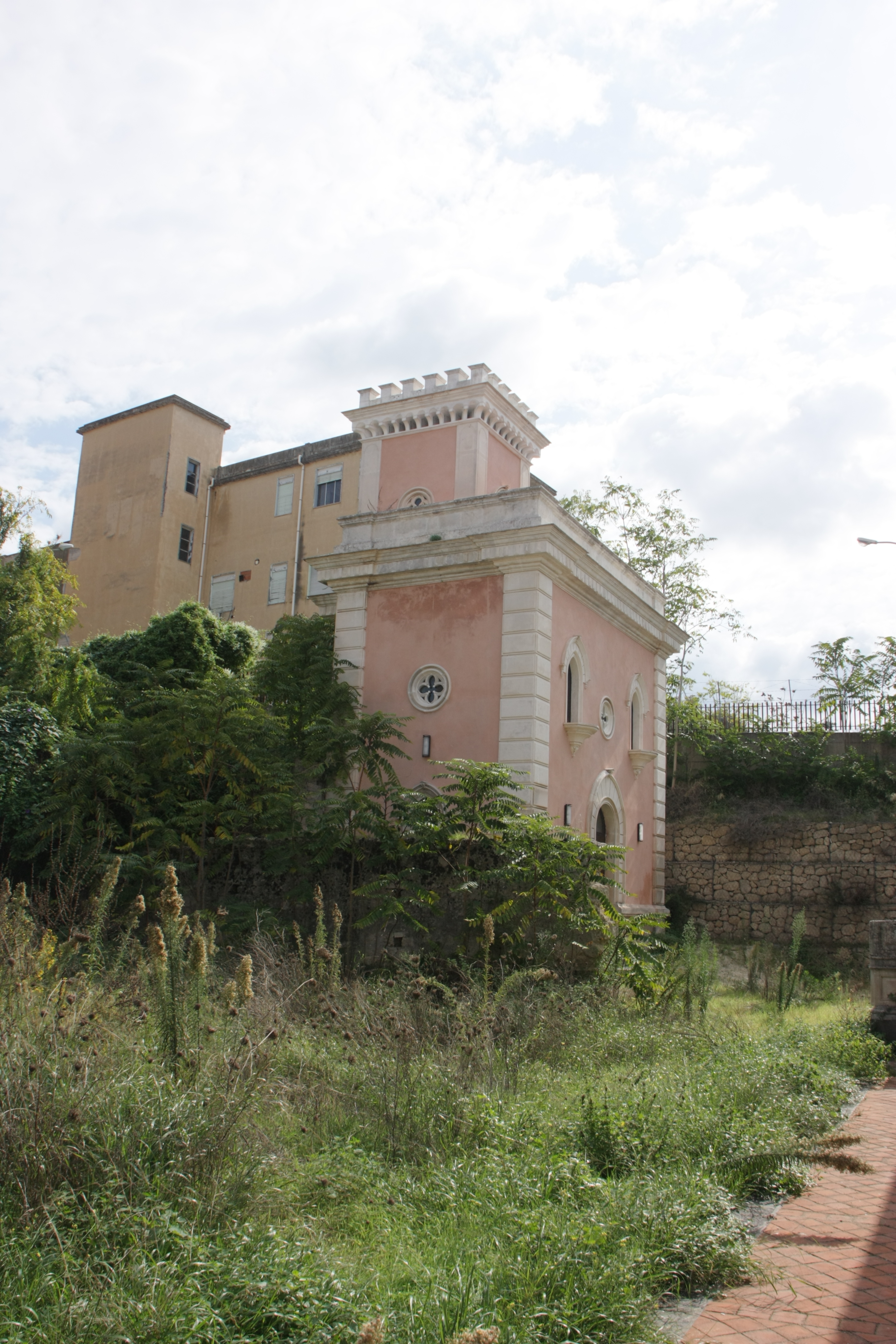
Palazzo Beneventano
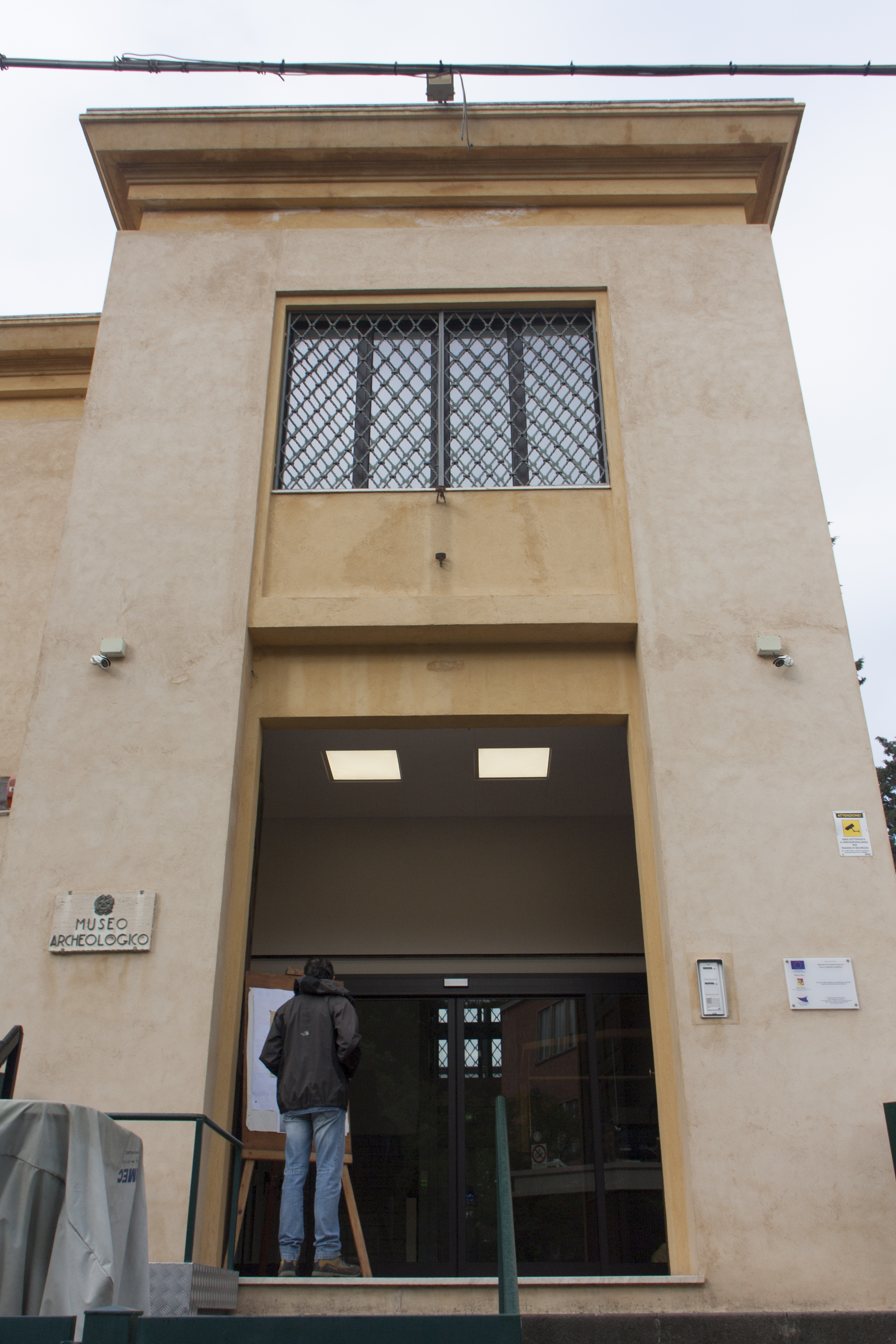
Museo archeologico
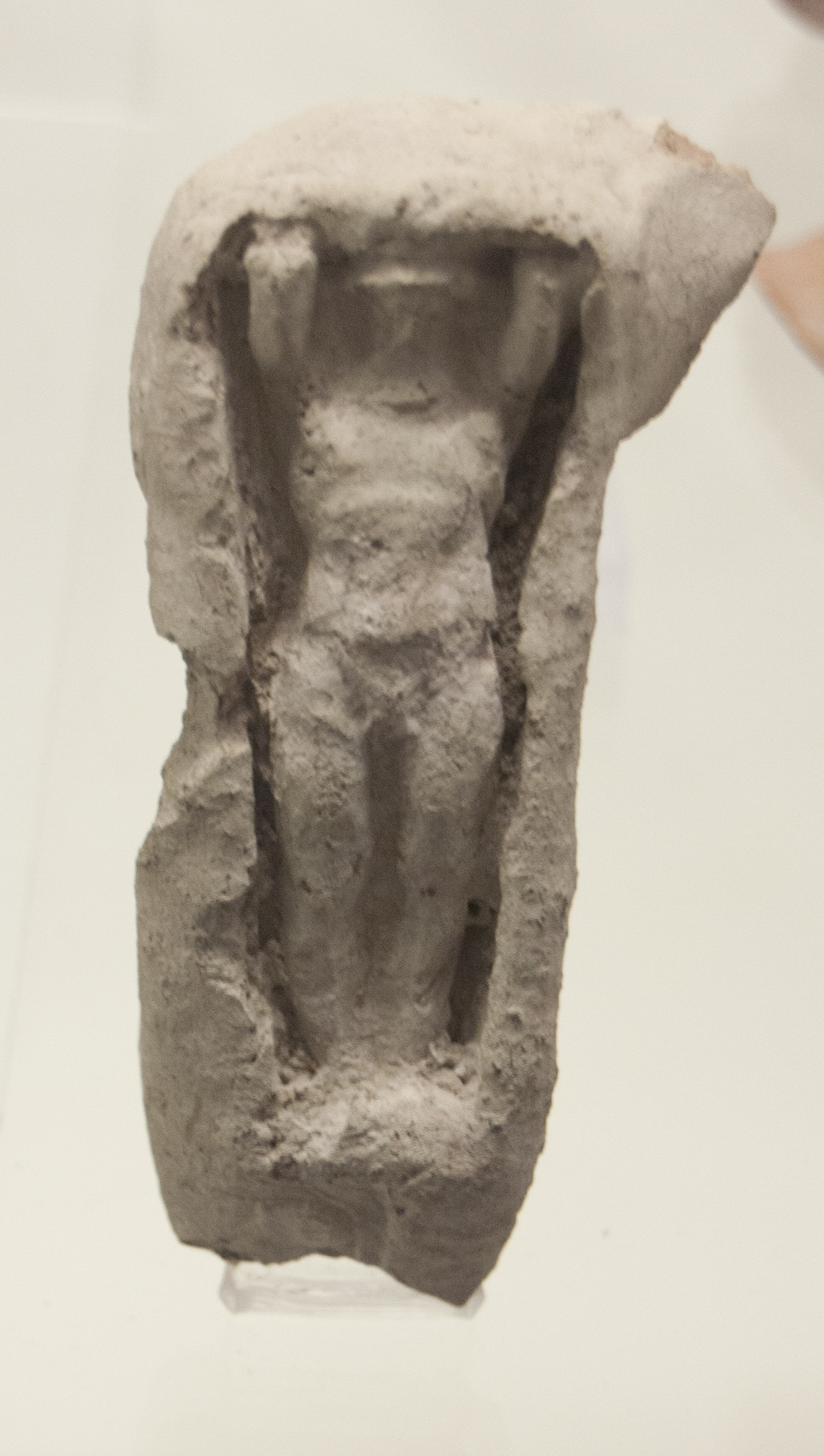
Fundstück aus Leontini, Telamon
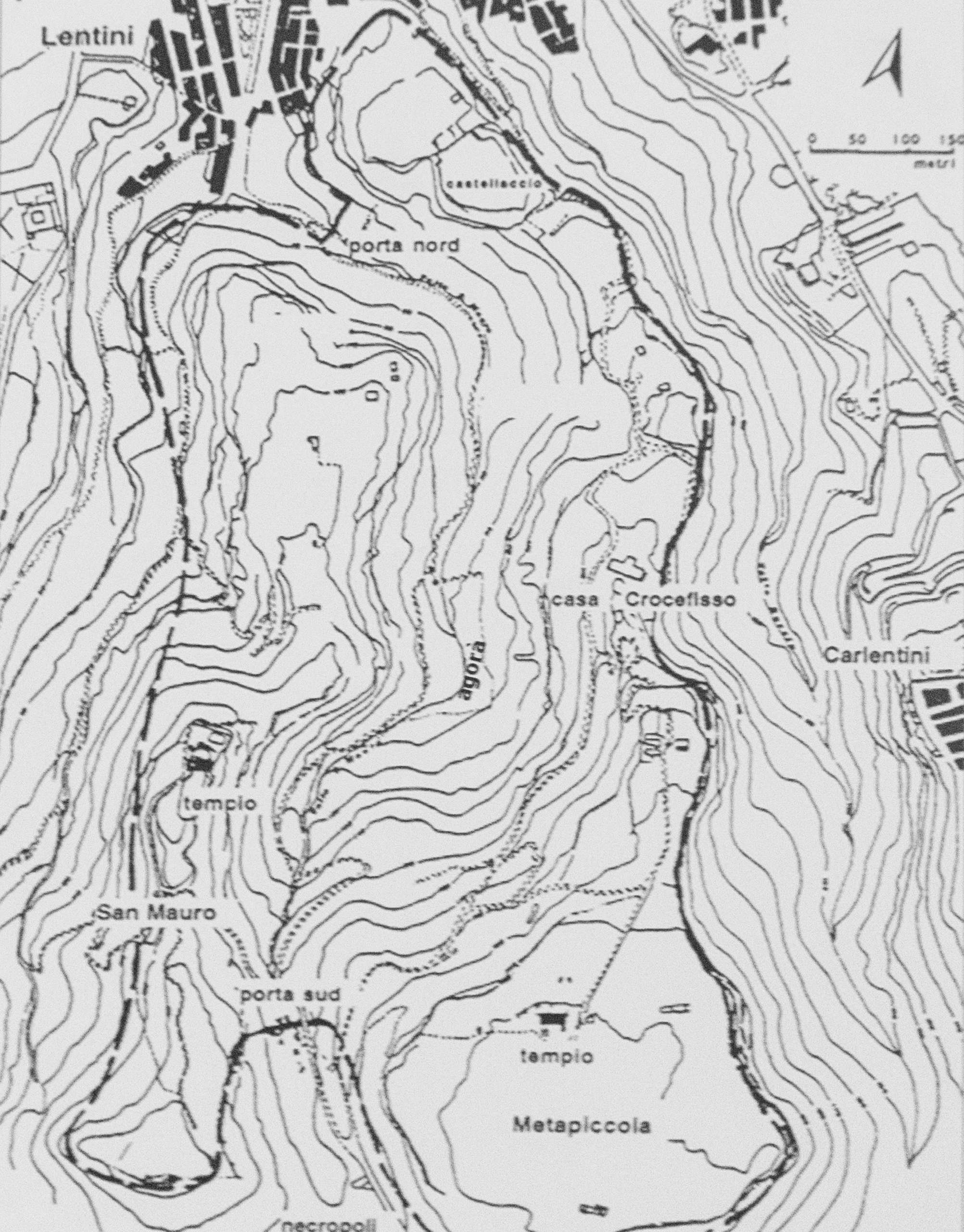
Plan von Leontinoi
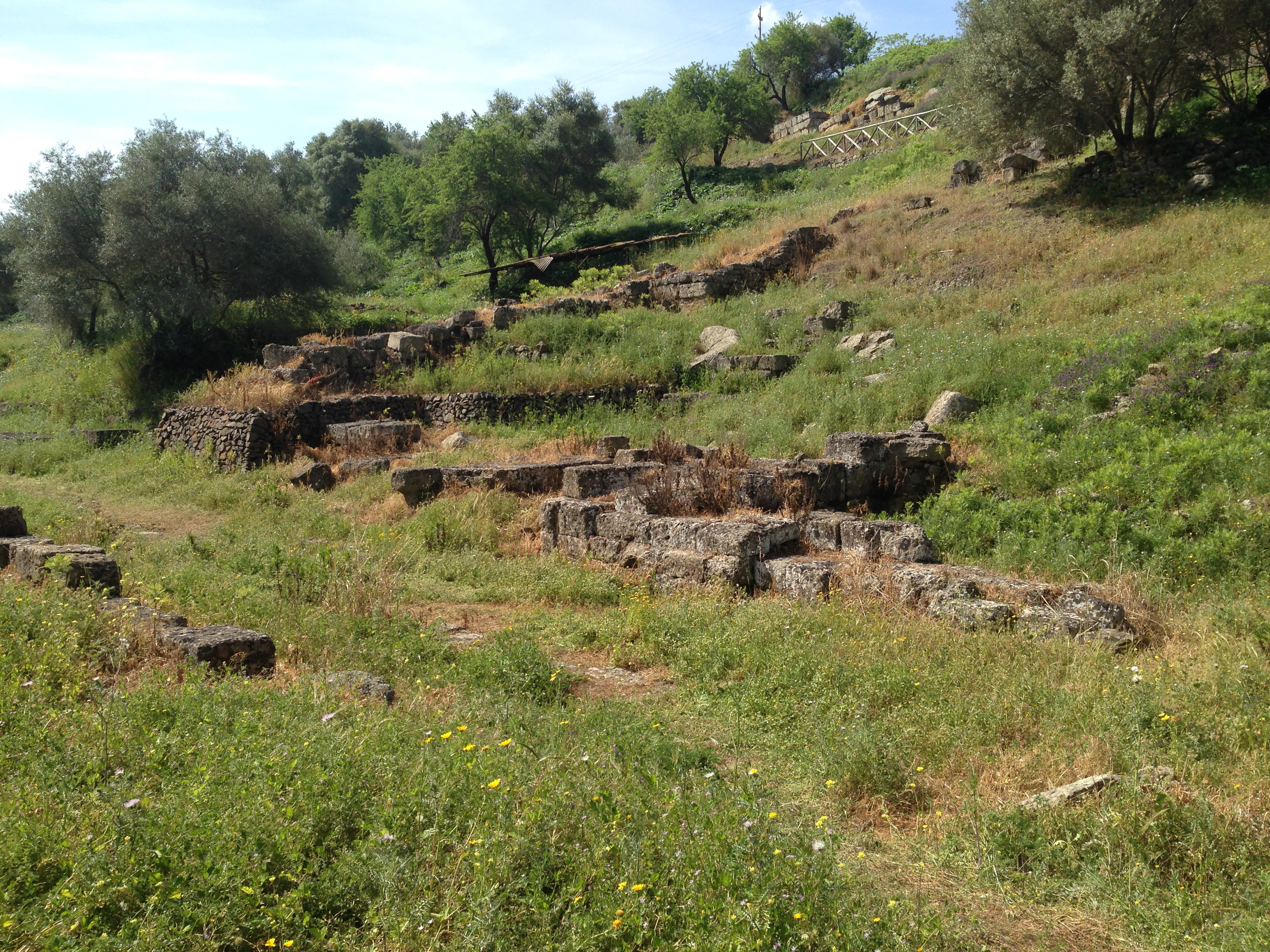
Reste von Befestigungen

## Söhne und Töchter der Stadt
- Gorgias († um 390 v. Chr.), Rhetoriklehrer und Philosoph
- Thomas Agni de Lentino (nach 1200 – 1277), lateinischer Patriarch von Jerusalem
- Giacomo da Lentini (um 1210 – um 1260), Notar und Dichter
- Filadelfo Mugnos (1607–1675), Dichter und Schriftsteller
- Alfio Grasso (1912–), Jazz- und Unterhaltungsmusiker
- Manlio Sgalambro (1924–2014), Philosoph und Schriftsteller
- Francesco Sgalambro (1934–2016), römisch-katholischer Bischof von Cefalù
- Jeffrey Jey (* 1970), Musikproduzent und Sänger